# Circuit économique
Le circuit économique est une représentation schématique du système économique qui met en évidence la circulation du revenu, dépensé ou épargné. Il apporte une représentation schématisée de la circulation de flux de richesses (monnaie, biens, services, main d’œuvre) entre des pôles (production, consommation). Il permet d’évaluer les poids économiques des objets (production, consommation, emploi, importation/exportation). La représentation en circuit est l'un des outils basiques de l’analyse macroéconomique.

## Historique

### Petty etl'Arithmétique politique
Sir William Petty (1623-1687) dans son Arithmétique politique publiée vers 1690 met en œuvre une analyse économique reposant sur l'emploi de statistiques.

### Boisguilbert: circulation et débouchés interposés
Pierre Le Pesant de Boisguilbert publie en 1712 un ouvrage séminal et précurseur intitulé Testament politique du Maréchal de Vauban. Il y explore la question du circuit économique dans une partie intitulée « Dissertation sur la nature des richesses, de l'argent et des tributs ». Il souligne que les diverses professions d'un pays se servent mutuellement de débouchés pour leur production :

« Il faut convenir d'un principe qui est que toutes les professions quelles qu'elles soient dans une contrée, travaillent les unes pour les autres et se maintiennent réciproquement non seulement pour la fourniture de leurs besoins, mais même pour leur propre existence.

Aucun n'achète la denrée de son voisin ou le fruit de son travail qu'à une condition de rigueur, quoique tacite et non exprimée, savoir que le vendeur en fera autant de celle de l'acheteur, ou immédiatement, comme il arrive quelquefois, ou par la circulation de plusieurs mains ou professions interposées ; ce qui revient toujours au même »

### Quesnay et leTableau économique
La première représentation et description formalisées d’un circuit économique est celle de François Quesnay. L’économiste physiocrate, médecin à la cour du roi de France, publie en 1758 son Tableau économique, où il met en évidence la transformation de revenu issu de la terre en dépense, qui elle-même devient revenu.

## Concept
La conception du circuit économique a été complexifiée à partir de la pensée keynésienne. Aussi, l'extension spatiale de l’économie capitaliste et la multiplication des acteurs (politiques, financiers, économiques) ont fait évoluer et diversifié les flux. 
L'étude moderne du circuit économique distingue les flux réels et les flux monétaires. Les flux réels correspondent au travail et à la production. Les flux monétaires correspondent aux salaires et aux dépenses de consommation.
Le circuit économique donne une approche macro-économique, c’est-à-dire qu’il configure une approche globale des liens entre différents acteurs (échelle régional, nationale…). Il met en relation des agents (producteurs, consommateurs, travailleurs, État…) avec des opérations (consommation, emploi, investissement, épargne…) dans le but d’agréger les données qui leur correspondent.
En France, les agrégats sont collectés par l’Insee et utilisées par la Comptabilité nationale dans la représentation des circuits économiques réels.

## Formalisation

### Formalisation de Keynes
Un circuit brut a été mis en lumière par Keynes dans le chapitre 3 de la Théorie générale. Il dispose de quatre grandes variables : N (volume d'emploi créé par les entrepreneurs au début de la période), D1 (les anticipations des entrepreneurs en début de période, déterminé par la consommation des ménages de la période) ; D2 (anticipations relatives à leur investissement net de la période), et R (le revenu global anticipé de la période).
- La fonction d'emploi psi est telle que l'emploi = ψ(D1, D2), c'est-à-dire D1, D2 ⟼ N.
- La fonction de production phi est telle que N ⟼ R, soit φ(N).
- La fonction de consommation χ: R ⟼ D1 = χ(R).
- La fonction d'investissement ω: R ⟼ D2, c'est-à-dire que ω(R)

Ainsi, l'emploi N dépend, via la fonction d'emploi, des anticipations de consommation et d'investissement. Pour un niveau d'emploi donné, il y a une fonction de production qui permet de déterminer le revenu global R anticipé.